# سرخة ديزج (سلطانية)
سرخة دیزج (بالفارسية: سرخه دیزج) هي قرية تقع في إيران في قسم سلطانیة الریفي. يقدر عدد سكانها بـ 741 نسمة بحسب إحصاء 2016.

## أعلام
- إبراهيم بن محمد هادي الزنجاني